# Ljuljakovo (distrikt i Dobritj)
Ljuljakovo (bulgariska: Люляково) är ett distrikt i Bulgarien.   Det ligger i kommunen Obsjtina General-Tosjevo och regionen Dobritj, i den östra delen av landet, 400 km öster om huvudstaden Sofia.
Trakten runt Ljuljakovo består till största delen av jordbruksmark. Runt Ljuljakovo är det glesbefolkat, med 18 invånare per kvadratkilometer.